# Rewind (1971-1984)
Rewind (1971—1984) — музичний альбом гурту The Rolling Stones. Виданий 2 липня 1984 року лейблом The Rolling Stones/EMI у Британії та The Rolling Stones/WEA у США. Загальна тривалість композицій становить 51:50 (WB) 55:48 (USA). Альбом відносять до напрямку рок.

## Список пісень
Британське видання
1. «Brown Sugar» — 3:49
2. «Undercover of the Night» — 4:32
3. «Start Me Up» — 3:31
4. «Tumbling Dice» — 3:37
5. "It's Only Rock 'n' Roll (but I Like It) " — 5:07
6. «She's So Cold» — 4:11
7. «Miss You» — 4:48
8. «Beast of Burden» — 4:27
9. «Fool to Cry» — 5:06
10. «Waiting on a Friend» — 4:34
11. «Angie» — 4:31
12. «Respectable» — 3:07

Видання США
1. «Miss You» — 4:48
2. «Brown Sugar» — 3:49
3. «Undercover of the Night» — 4:31
4. «Start Me Up» — 3:31
5. «Tumbling Dice» — 3:37
6. «Hang Fire» — 2:21
7. «It's Only Rock 'n' Roll (But I Like It)» — 5:07
8. «Emotional Rescue» — 5:40
9. «Beast of Burden» — 4:27
10. «Fool to Cry» — 5:05
11. «Waiting on a Friend» — 4:34
12. «Angie» — 4:31
13. «Doo Doo Doo Doo Doo (Heartbreaker)[en]» — 3:25

## Хіт-паради
Альбом
| Рік       | Хіт-парад                          | Позиція |
| --------- | ---------------------------------- | ------- |
| 1984 1990 | UK Top 100 Albums UK Top 75 Albums | 23 45   |
| 1984      | The Billboard 200                  | 86      |

Сингли
| Рік  | Сингл         | Хіт-парад          | Позиція |
| ---- | ------------- | ------------------ | ------- |
| 1984 | «Brown Sugar» | UK Top 100 Singles | 58      |